# Gmina Jackson (hrabstwo Boone, Iowa)

Położenie Gminy Jackson w hrabstwie Boone

Gmina Jackson (ang. Jackson Township) – gmina w USA, w stanie Iowa, w hrabstwie Boone. Według danych z 2000 roku gmina miała 582 mieszkańców.